# 京まんだら
『京まんだら』（きょうまんだら）は、瀬戸内晴美（現・瀬戸内寂聴）の小説。1971年から1972年にかけて『日本経済新聞』に連載された。また、1975年に同名でテレビドラマ化された。

## テレビドラマ
1975年3月31日から6月27日にかけて、毎日放送（MBS）が制作し、TBS系列で放送された。1975年3月31日の腸捻転解消により、これまで当時TBS系列で放送されていた朝日放送（ABC）制作の『シャボン玉プレゼント』がNET（現・テレビ朝日）系列での放送に移行したことに伴い、同番組から引き継いだ放送枠（TBS・テレビ山梨・信越放送・静岡放送では同一時間帯の次番組、その他のTBS系列局では時間帯が繰り下がっての新番組の扱いである。）で、後に『妻そして女シリーズ』と呼ばれた帯ドラマシリーズの第1作。全13週、65回。

### キャスト
- 岡田茉莉子
- 野川由美子
- 安藤孝子
- 高橋昌也
- 福田公子
- 正司歌江
- 内田稔
- 嶺はるか

### スタッフ
- 脚本：窪田篤人

## 前後番組
| 毎日放送（MBS） 妻そして女シリーズ                                                                          | 毎日放送（MBS） 妻そして女シリーズ | 毎日放送（MBS） 妻そして女シリーズ |
| 前番組 | 番組名                             | 次番組                             |
| --- | ---------------------------------- | ---------------------------------- |
| （枠設立前につき、なし）                                                                                    | 京まんだら                         | 女の日時計                         |
| 毎日放送（MBS） 平日13:30 - 13:45枠                                                                         |                                    |                                    |
| 13時ショー ※13:00 - 13:55 【この番組までNET製作、 ABCに番組移行、 開始時刻を15分繰り下げて継続】            | 京まんだら                         | 女の日時計                         |
| TBS系列（TBS、SBC、SBSなどの一部系列局） 平日13:30 - 13:45枠                                                |                                    |                                    |
| シャボン玉プレゼント 【この番組までABC製作、 関東地方のみNETに番組移行、 関東地方以外の地域は途中打ち切り】 | 京まんだら 【この番組よりMBS製作】 | 女の日時計                         |
| TBS系列（HBC、TBC、RKBなどの一部系列局） 平日13:30 - 13:45枠                                                |                                    |                                    |
| 花王 愛の劇場・妻と女の間 ※13:15 - 13:45 【この番組までTBS製作、 15分繰り上げて同時ネットに移行】           | 京まんだら 【この番組よりMBS製作】 | 女の日時計                         |